# 4376 Shigemori
4376 Shigemori è un asteroide della fascia principale. Scoperto nel 1987, presenta un'orbita caratterizzata da un semiasse maggiore pari a 2,2312622 UA e da un'eccentricità di 0,1585678, inclinata di 0,87230° rispetto all'eclittica.